# Dactylokepon holthuisi
Dactylokepon holthuisi is een pissebed uit de familie Bopyridae. De wetenschappelijke naam van de soort is voor het eerst geldig gepubliceerd in 1967 door Bourdon.